# قاعة الأعمدة الكبرى

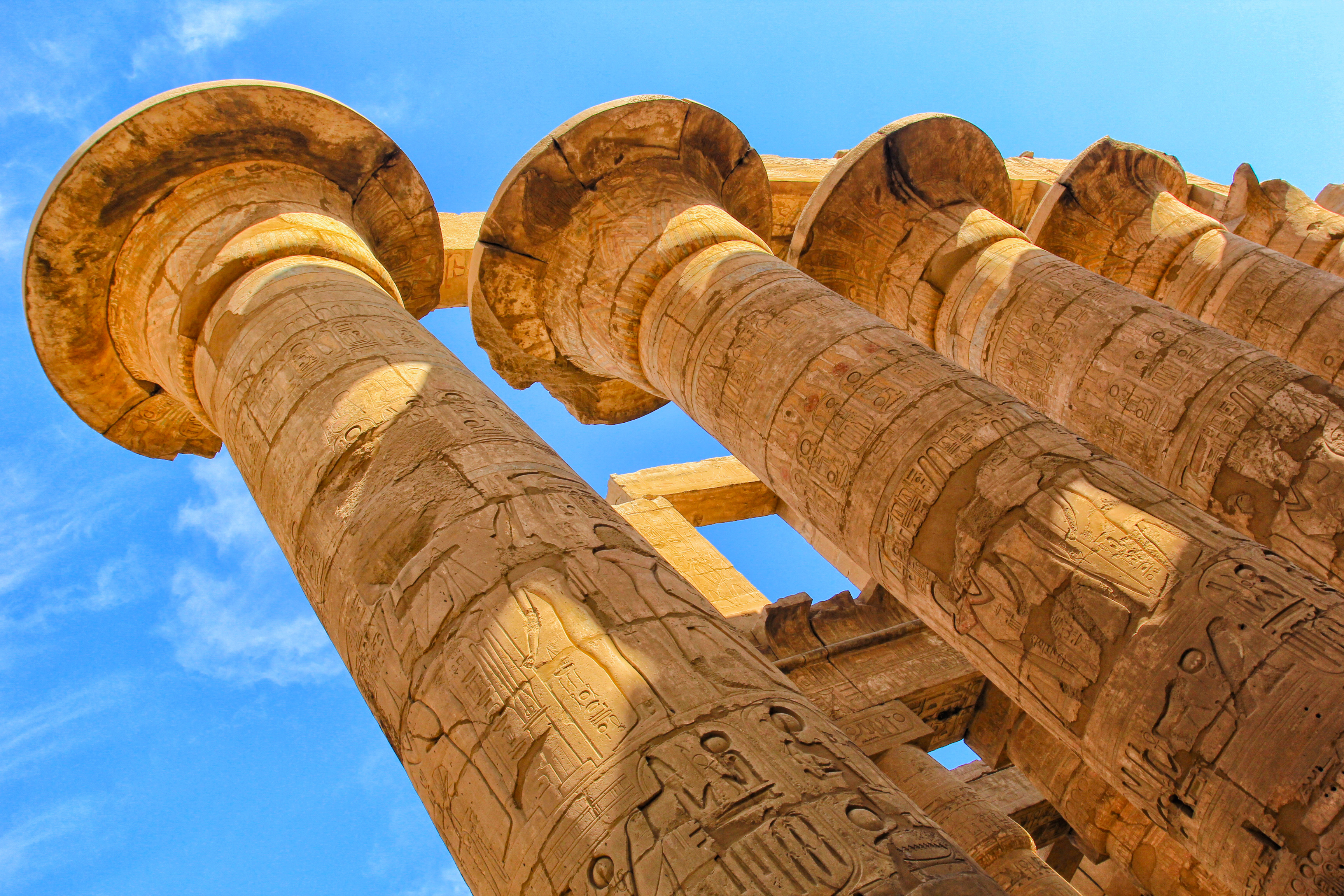
الاعمدة المركزية لقاعة الأعمدة الكبرى

تقع قاعة الأعمدة الكبرى داخل مجمع معبد الكرنك في منطقة آمون رع. إنها واحدة من أكثر المعالم الأثرية زيارة في مصر القديمة. تم بناء الهيكل حول الأسرة المصرية التاسعة عشر (1290-1224 قبل الميلاد). تم تصميمه في البداية من قبل حتشبسوت، في المصلى الشمالي الغربي لآمون في الشرفة العلوية في الدير البحري. يشير الاسم إلى النمط المعماري للبهو المعمد.

## العمارة والبناء

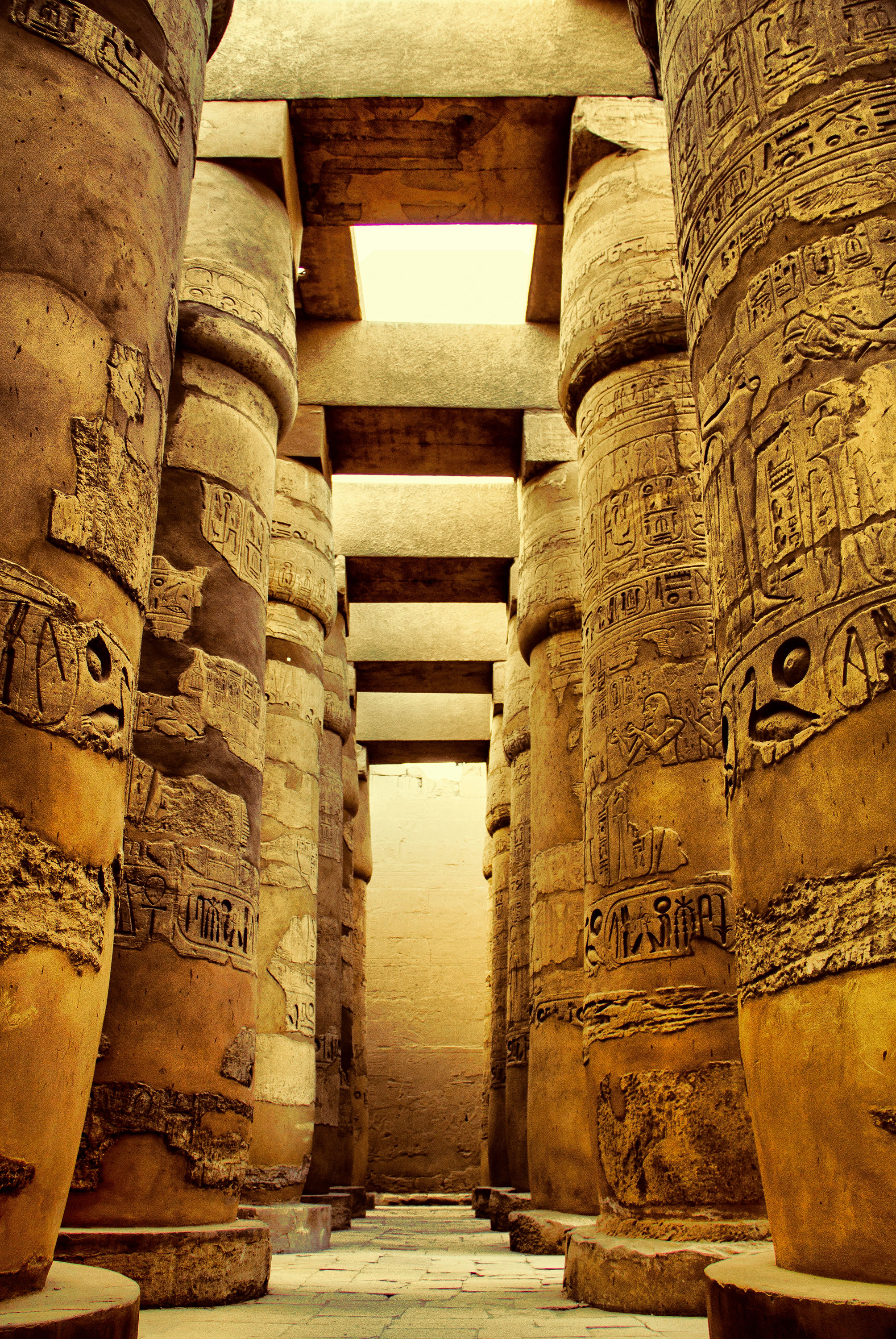
عتبات في قاعة الأعمدة الكبرى بالكرنك

تبلغ مساحة قاعة الأعمدة الكبرى 5000 متر مربع (54000 قدم مربع). السقف الذي سقط الآن، كان مدعوماً بـ 134 عموداً في 16 صفاً؛ الصفان الأوسطان أعلى من الصفين الآخرين (يبلغ محيطهما 10 أمتار (33 قدمًا) وارتفاعه 24 مترًا (79 قدمًا)).
تمثل أعمدة البردي البالغ عددها 134 عمودًا مستنقعًا من أوراق البردي البدائية نشأ منه أتوم، الإله الذي خلقه بنفسه، من مياه نوو في بداية الخلق.
لم يتم بناء القاعة من قبل حورمحب أو أمنحتب الثالث كما اعتقد العلماء الأوائل، ولكن تم بناؤها بالكامل بواسطة سيتي الأول الذي نقش الجناح الشمالي للقاعة بالنقوش رمسيس الثاني.
يشكّل الصفان الأوسطان من الأعمدة المرتفعة التي أقيمت تحت حكم أمنحتب الثالث شيئًا مثل الصحن الرئيسي. 12 عمودًا مركزيًا من 6 في صفين يزيد ارتفاعهما عن 20 مترًا، تعلوها تيجان على شكل أزهار لوتس مفتوحة. كانت جدران القاعة والأعمدة مزينة بنقوش بارزة.
على الجانب الخارجي للجدار الجنوبي، تكريماً لمعركة قادش، كُتبت «قصيدة بنتور»، تمدح رمسيس الثاني بهدف التأثير الدعائي على الجماهير العريضة.

## النقوش
أضاف سلسلة من الملوك المصريين المتعاقبين نقوشًا على الجدران والأعمدة في الأماكن التي تركها أسلافهم فارغة، بما في ذلك رمسيس الثالث ورمسيس الرابع ورمسيس السادس. الجانب الشمالي من القاعة مزين بنقش بارز، وكان بشكل أساسي من عمل سيتي الأول. تم الانتهاء من الجانب الجنوبي من القاعة من قبل رمسيس الثاني، على الرغم من أنه استخدم النقوش البارزة في بداية عهده قبل أن يتحول إلى نمط النقش البارز الغارق ويعيد تحرير نقوشه البارزة. كما اغتصب رمسيس الثاني زخرفة والده على طول طرق الموكب الرئيسية الشمالية والجنوبية والشرقية الغربية للقاعة، مما أعطى المراقب العرضي فكرة أنه كان مسؤولاً عن المبنى. ومع ذلك، تم احترام معظم نقوش سيتي الأول في الجزء الشمالي من القاعة.
تصور الجدران الخارجية مشاهد المعركة، سيتي الأول في الشمال ورمسيس الثاني في الجنوب. على الرغم من أن هذه النقوش لها وظائف دينية وعقائدية، إلا أنها سجلات مهمة لحروب هؤلاء الملوك. يوجد على جدار آخر مجاور للجدار الجنوبي للقاعة سجل لمعاهدة السلام المصرية الحيثية التي أبرمها رمسيس الثاني والتي وقعها في العام 21 من حكمه.
في عام 1899، انهار أحد عشر عمودًا من الأعمدة الضخمة لقاعة الأعمدة العظيمة في تفاعل متسلسل، لأن المياه الجوفية تقوضت أسسها. أشرف جورج ليجرين، الذي كان آنذاك كبير علماء الآثار في المنطقة، على إعادة البناء التي اكتملت في مايو 1902. لاحقًا، كان لا بد من استمرار العمل المماثل لتقوية بقية أعمدة الهيكل.